# Concentratiebreuk
De concentratiebreuk is een grootheid die afhangt van de concentraties van de reactanten en producten bij een chemische reactie, met name bij evenwichtsreacties. In tegenstelling tot het reactiequotiënt worden de hoeveelheden van de verschillende stoffen uitgedrukt in direct meetbare grootheden als concentratie (in mol/L) en druk (in Pa).

## Definitie
Voor een gegeven chemische reactie met reactievergelijking
{\displaystyle a\mathrm {A} +b\mathrm {B} \rightleftharpoons \ c\mathrm {C} +d\mathrm {D} },
waarin {\displaystyle a}, {\displaystyle b}, {\displaystyle c} en {\displaystyle d} het aantal molequivalent zijn van respectievelijk stof/ion A, B, C en D,
is de concentratiebreuk
{\displaystyle Q={\frac {[\mathrm {C} ]^{c}[\mathrm {D} ]^{d}}{[\mathrm {A} ]^{a}[\mathrm {B} ]^{b}}}}
Als er links en/of rechts in de reactievergelijking meer of minder dan twee termen zijn, zijn er overeenkomstig meer of minder factoren in noemer, resp. teller. Dienovereenkomstig zou een coëfficiënt 0 een factor 1 geven.
Als {\displaystyle a+b>c+d} zal bij algehele verdunning, zoals bij het toevoegen van water, of in het geval van een vaste hoeveelheid gasmengsel, het vergroten van het volume, {\displaystyle Q} groter worden, en omgekeerd. Als {\displaystyle a+b=c+d} blijft {\displaystyle Q} daarbij gelijk.

## Evenwichtsconstante
Voor een systeem dat in evenwicht is geldt dat de waarde van de concentratiebreuk Q gelijk is aan de evenwichtsconstante K.
Als {\displaystyle Q<K} verloopt de reactie naar rechts, als {\displaystyle Q>K} naar links.